# Inbred Mountain
Inbred Mountain es el segundo álbum del guitarrista Buckethead que lanza a la venta en sus tours (es el 2 de 4), también es el decimosexto álbum de su historia.
Como se dijo anteriormente, el álbum solo estaba a la venta en los tours de Buckethead pero ahora está a la venta mundialmente.

## Canciones
1. In Search Of Inbred Mountain – 3:26
2. Johnny Be Slunk – 8:42
3. Lotus Island – 6:33
4. Flock Of Slunks – 4:30
5. Advance To The Summit – 6:03
6. Plastination Station – 5:47
7. Escape From Inbred Mountain – 8:21

## Créditos
- Música por: Buckethead y DelRey Brewer
- Grabado y Producido por: Dan Monti
- Producido por: Dan Monti y Albert
- Concepto de la portada por: Big D
- Trabajo artístico por: Frankenseuss